# Esquema de diversitat

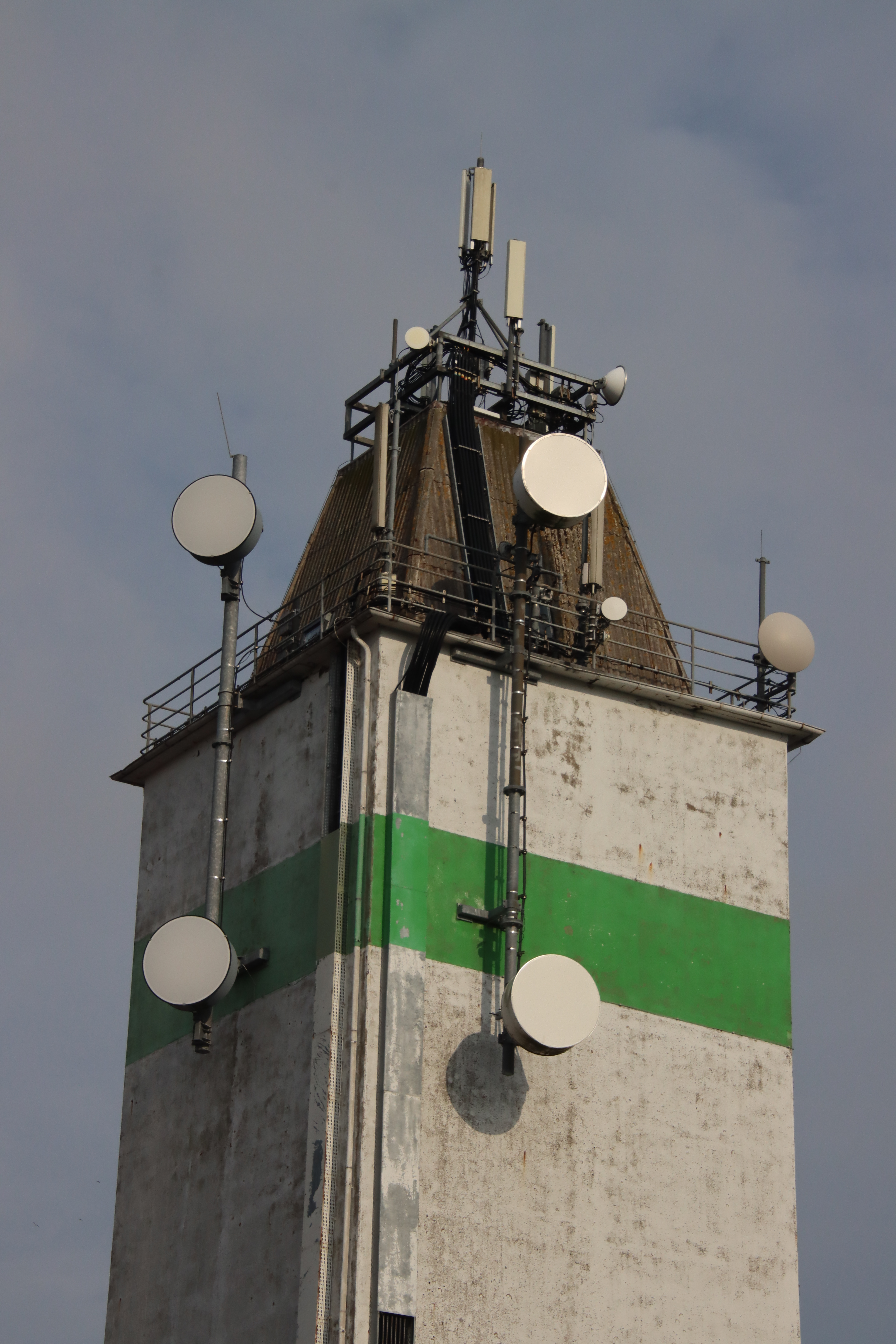
Vista de la sitja Hesbüll, Frísia del Nord. Molt fàcil de veure 2 antenes de ràdio paral·leles.

En telecomunicacions, un esquema de diversitat fa referència a un mètode per millorar la fiabilitat d'un senyal de missatge mitjançant l'ús de dos o més canals de comunicació amb característiques diferents. La diversitat s'utilitza principalment en la comunicació per ràdio i és una tècnica comuna per combatre l'esvaïment i la interferència cocanal i evitar ràfegues d'errors. Es basa en el fet que els canals individuals experimenten esvaïments i interferències en moments diferents i aleatoris, és a dir, són almenys parcialment independents. Es poden transmetre i/o rebre i combinar diverses versions del mateix senyal al receptor. Alternativament, es pot afegir un codi de correcció d'errors d'enviament redundant i es poden transmetre diferents parts del missatge per diferents canals. Les tècniques de diversitat poden explotar la propagació multicamí, donant lloc a un guany de diversitat, sovint mesurat en decibels.

## Tècniques de diversitat
Es poden identificar les següents classes d'esquemes de diversitat:
- Diversitat temporal : es transmeten diverses versions del mateix senyal en diferents instants de temps. Alternativament, s'afegeix un codi redundant de correcció d'errors directes i el missatge es difon en el temps mitjançant l'entrellaçat de bits abans de ser transmès. Així, s'eviten les ràfegues d'errors, la qual cosa simplifica la correcció d'errors.
- Diversitat de freqüències: el senyal es transmet mitjançant diversos canals de freqüència o s'estén en un ampli espectre que es veu afectat per l'esvaïment selectiu de freqüència. Els exemples posteriors inclouen:
  - Modulació OFDM en combinació amb entrellaçat de subportadores i correcció d'errors directes
  - Espectre expandit, per exemple salt de freqüència o DS-CDMA.
- Diversitat espacial: el senyal es transmet per diferents camins de propagació. En el cas de la transmissió per cable, això es pot aconseguir mitjançant la transmissió mitjançant diversos cables. En el cas de la transmissió sense fil, es pot aconseguir mitjançant la diversitat d'antenes utilitzant múltiples antenes transmissores (transmission diversity) i/o múltiples antenes receptores (reception diversity). En aquest últim cas, s'aplica una tècnica de combinació de diversitat abans que es produeixi un processament posterior del senyal. Si les antenes estan allunyades, per exemple en diferents llocs d'estació base cel·lular o punts d'accés WLAN, això s'anomena macrodiversitat o diversitat de llocs. Si les antenes es troben a una distància de l'ordre d'una longitud d'ona, això s'anomena microdiversitat. Un cas especial són les matrius d'antenes en fase, que també es poden utilitzar per a la formació de feixos, els canals MIMO i la codificació espai-temps (STC).
- Diversitat de polarització: es transmeten i reben diverses versions d'un senyal mitjançant antenes amb diferent polarització. S'aplica una tècnica de combinació de diversitat al costat del receptor.
- Diversitat multiusuari: la diversitat multiusuari s'obté mitjançant la programació oportunista d'usuaris al transmissor o al receptor. La programació d'usuaris oportunista és la següent: en cada moment, l'emissor selecciona el millor usuari entre els receptors candidats segons les qualitats de cada canal entre l'emissor i cada receptor. Un receptor ha de retornar la informació de qualitat del canal al transmissor utilitzant nivells limitats de resolució, per tal que el transmissor implementi la diversitat multiusuari.
- Diversitat cooperativa: aconsegueix un guany de diversitat d'antenes utilitzant la cooperació d'antenes distribuïdes pertanyents a cada node.[3]